# Kim Ho-jung
Kim Ho-jung (hangul: 김호정; nacida el 10 de marzo de 1968) es una actriz surcoreana.

## Carrera
Interpretó a una esposa, enferma terminal de cáncer, en la película Revivre (2015) y su actuación le valió el premio a Mejor Actriz de reparto en los 51.os Baeksang Arts Awards.

## Filmografía

### Series de televisión
| Año     | Título                         | Papel           | Red          | Notas     | Ref.  |
| ------- | ------------------------------ | --------------- | ------------ | --------- | ----- |
| 2004    | Noches tropicales en diciembre |                 | MBC          |           |       |
| 2015    | Heard It through the Grapevine | Uhm So-jeong    | SBS          |           |       |
| 2017    | Age of Youth 2                 | Madre de Jo Eun | JTBC         |           |       |
| 2018    | Evergreen                      |                 | OCN          |           |       |
| 2018    | God's Quiz                     | Gerente Seo     | OCN          |           |       |
| 2018    | Mistress                       | Na Yoon-jung    | OCN          |           |       |
| 2018-19 | Less Than Evil                 | Oficial Forense | MBC          |           |       |
| 2019    | Arthdal Chronicles             | Cho-seol        | tvN          |           | [ 4 ] |
| 2019    | Legal High                     | Profesora Song  | JTBC         |           |       |
| 2019-20 | Chocolate                      | Han Seon-ae     | JTBC         |           |       |
| 2020    | Hienas                         | Kim Min-joo     | SBS, Netflix |           | [ 5 ] |
| 2020    | The Search                     | Yong Hee-ra     | OCN          |           |       |
| 2021    | Oh My Ladylord                 | Yoon Jung-hwa   | MBC, iQiyi   |           | [ 6 ] |
| 2021    | A Person Like You              | Lee Jung-eun    | JTBC         |           |       |
| 2021    | Chimera                        | Lee Hwa-jeong   | OCN          |           |       |
| 2022    | Doctor Lawyer                  | Jo Jung-hyun    | MBC          |           | [ 7 ] |
| 2023    | Queenmaker                     | Lee Cha-sun     | Netflix      | Serie web | [ 8 ] |
| 2024    | El heredero ilegítimo          | Jang Geum-seok  | Disney+      | Serie web | [ 9 ] |
| 2024    | Una maleta                     | Baek Yu-sim     | Netflix      | Serie web |       |

### Cine
| Año  | Título                                  | Rol               | Notas        | Ref.   |
| ---- | --------------------------------------- | ----------------- | ------------ | ------ |
| 2000 | Barking Dogs Never Bite                 | Bae Eun-sil       |              |        |
| 2000 | Scent of Love                           |                   |              |        |
| 2001 | Nabi                                    | Anna Kim          |              |        |
| 2002 | A Letter from Hiroshima                 |                   | Cortometraje |        |
| 2004 | Woman Is the Future of Man              | Park Bo-young     | Cameo, voz   |        |
| 2004 | Springtime                              | Yeon-hee          |              |        |
| 2006 | Family Matters                          | Min-kyung         |              |        |
| 2006 | The Peter Pan Formula                   | Yoo In-hee        |              |        |
| 2006 | The Catch Man                           | extranjera        |              |        |
| 2007 | The Happy Life                          | Sun-mi            |              |        |
| 2009 | Where is Ronny...                       | Mi-seon           |              |        |
| 2014 | 5 Minutes Serenade                      | Mujer             | Cortometraje |        |
| 2015 | Revivre                                 | esposa del sr. Oh |              |        |
| 2015 | Madonna                                 | Pimp              |              |        |
| 2016 | Will You Be There?                      | Hye-won           |              |        |
| 2017 | Fabricated City                         | madre de Kwon Yoo |              |        |
| 2018 | Wretches                                | madre de Ye-ri    |              |        |
| 2018 | Memento Mori                            | Yoon-hee          |              |        |
| 2019 | A French Woman                          | Mira              |              |        |
| 2024 | Bogotá: Tierra de últimas oportunidades | Gyeong-ja         |              | [ 10 ] |

## Premios y nominaciones
| Año  | Premio                      | Categoría                                   | Trabajo        | Resultado |
| ---- | --------------------------- | ------------------------------------------- | -------------- | --------- |
| 2015 | 51.os Premios Baeksang Arts | Mejor actriz de reparto                     | Revivre        | Ganadora  |
| 2021 | Premios MBC Drama           | Premio a la excelencia, actriz en miniserie | Oh My Ladylord | Nominada  |